# ロメオとジュリエット (マクミラン)
イギリスの振付家ケネス・マクミランによる『ロメオとジュリエット』（英: Romeo and Juliet）は、プロコフィエフ作曲の同名楽曲を使用したバレエ作品。1965年2月9日、ロンドンのロイヤル・オペラ・ハウスで英国ロイヤル・バレエ団により初演された。

## 創作の経緯
1964年9月、マクミランは、カナダのテレビ番組で放映するため、『ロメオとジュリエット』のバルコニーの場面をリン・シーモアとクリストファー・ゲイブルに振り付けた。この場面は、後にバレエ全体の構成において中心的な位置を占めることになる。シーモアによれば、バルコニーの場面のパ・ド・ドゥは、わずか3回のリハーサルで振付が完成したという。
この実績により、マクミランは、ロイヤル・バレエ団が制作する『ロメオとジュリエット』全幕の振付家として適任であるとみなされるようになった。折しも、有名な演出であるレオニード・ラヴロフスキー版『ロメオとジュリエット』のロンドン公演が、ソビエト連邦の上演許可が下りず断念されたところだったのである。マクミランはフレデリック・アシュトンの許可を得て、新たな『ロメオとジュリエット』を創作することになった。
ロイヤル・バレエ団は、近く行われるアメリカ公演で『ロメオとジュリエット』を上演したいと考えていたため、マクミランが全幕を振り付けるために与えられた期間はわずか5か月であった。マクミランとシーモア、ゲイブルは、このバレエの登場人物像とパ・ド・ドゥについて構想を練った。3人は、恋に夢中になってしまうロメオに対し、ジュリエットを意志が強く、自ら決断を下す人物として造形した。
ニコラス・ジョージアディスによる舞台美術と衣装は、作品の登場人物像や雰囲気を表現するという明確な狙いをもって作られた。荘厳で巨大な舞台装置は、対照的にジュリエットが小さく脆弱な存在であることを際立たせると同時に、ジュリエットもロメオも自らの生きる社会に対して何の力も持たないということを印象付けている。
マクミランとジョージアディスは、15世紀イタリアの絵画や建築のほか、シェイクスピア作品や、1960年に上演されたフランコ・ゼフィレッリによる『ロメオとジュリエット』から着想を得た。また、マクミランはジョン・クランコ振付によるバレエ『ロメオとジュリエット』を参考にし、市場の場面に喧嘩好きな娼婦たちを登場させた。

## 初演

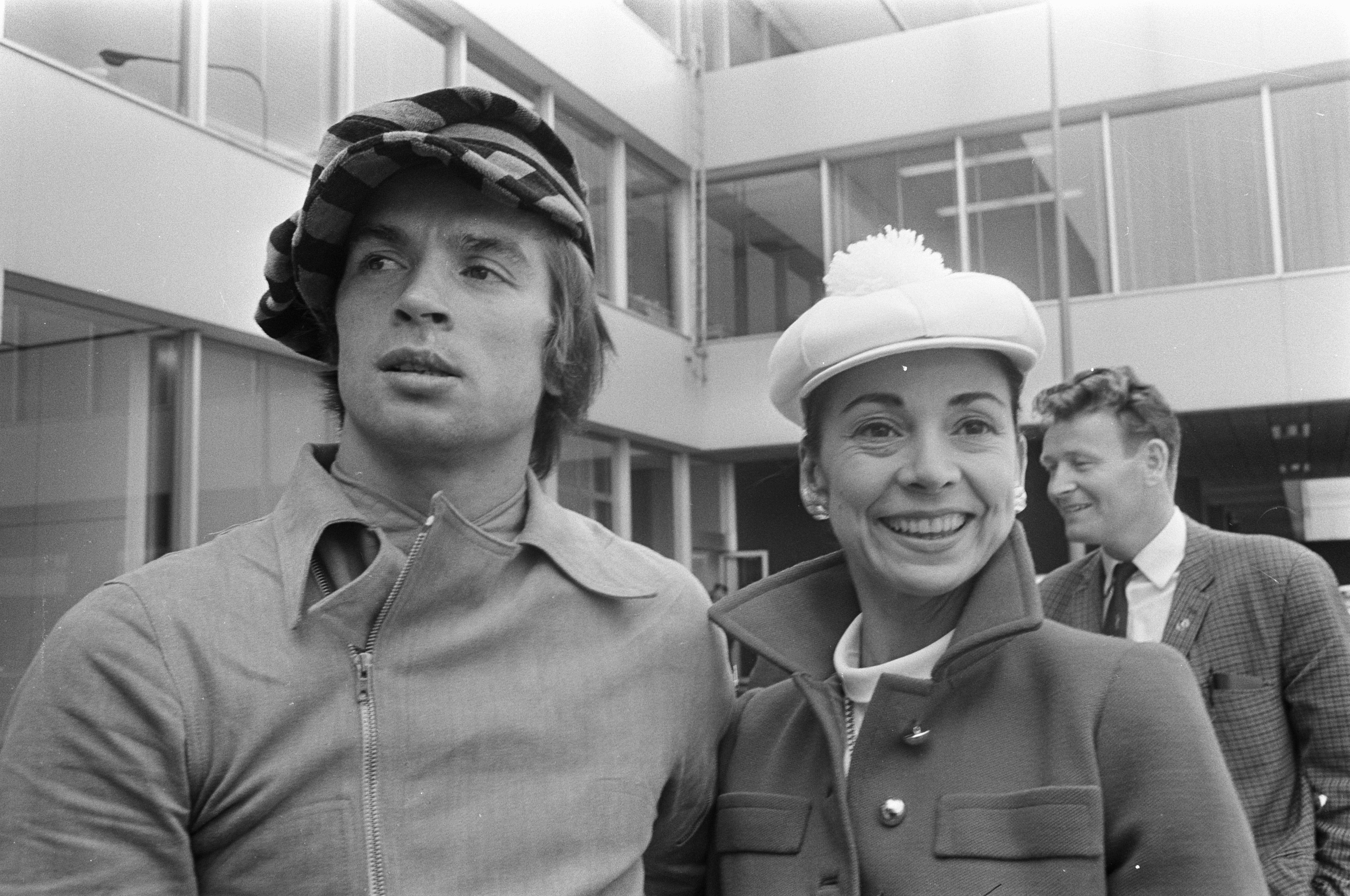
1968年、ルドルフ・ヌレエフ（左）とマーゴ・フォンテイン（右）

1965年2月9日、ロンドンのロイヤル・オペラ・ハウスにおいて、マクミラン版『ロメオとジュリエット』が初演された。本作はシーモアとゲイブルのために振り付けられたにもかかわらず、初日の主役は「官僚的な理由により」マーゴ・フォンテインとルドルフ・ヌレエフに決まり、マクミランは落胆した。この出演者変更は、マクミランだけでなく、バレエ団全体にも失望を与えた。このことが一因となって、後にマクミランとシーモアはロイヤル・バレエ団を去り、ゲイブルはバレエから離れて他の活動に専念することになった。
フォンテインとヌレエフが主役に選ばれた主な理由は、2人の名声を生かして興行成績を上げるためであった。アメリカ公演の興行師ソル・ヒューロックは、アメリカで本作を上演し興行的に成功させるためには、フォンテインとヌレエフが主演しなければならない、と述べていた。フォンテインとヌレエフの演技は、ジョージアディスの美術と同様、登場人物に新たな命を吹き込んだ。フォンテインは引退間近とみなされていたが、ヌレエフとのパートナーシップによってキャリアを再出発させた。
一方、不当な扱いを受けたシーモアはロイヤル・バレエ団を離れ、西ベルリンのドイツ・オペラ・バレエに移籍したが、後にロイヤル・バレエ団に復帰し、数々の主要な役を踊った。

## 評価
本作の初演は、批評と興行成績の両面において、圧倒的な成功を収めた。フォンテインとヌレエフはカーテンコールに43回呼び出され、しまいには観客を帰らせるために、舞台の防火幕を降ろさなければならないほどであった。批評家は皆、本作はマクミランの大きな功績であり、ロイヤル・バレエ団のレパートリーに素晴らしい一作が追加された、と評価した。オブザーバー、デイリー・メール、サンデー・テレグラフなどの雑誌・新聞が本作について論評している。その中で、フィナンシャル・タイムズのアンドリュー・ポーターは、本作の出演者が直前で変更されたことについて初めて言及し、「ジュリエットはリン・シーモアのために作られた役であり、シーモアの踊りを観なければこの作品を完全に理解することはできない」と述べた。

## 上演史
シーモアとゲイブルは、セカンド・キャストとして本作に主演した。2人も批評家から好意的に評価されたが、それ以上に観客からはっきりと高い支持を得た。最初のツアーにはシーモアとゲイブルの他にも3組のペアが出演し、それから数十年にわたり、数多くのダンサーがロメオとジュリエットを演じてきた。

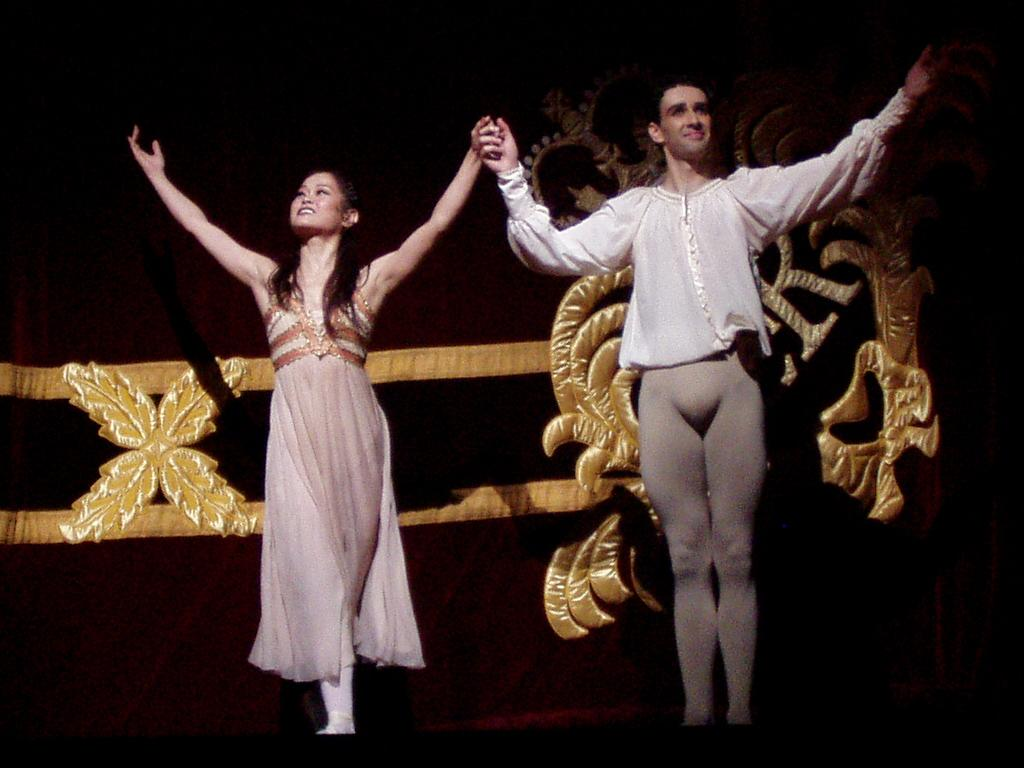
2007年、ロイヤル・バレエ団による上演。ジュリエット役の吉田都（左）とロメオ役のヴァレリ・ヒリストフ（右）

本作の最初の5公演は、現在でも批評家から絶賛されている。2007年のニューヨーク・タイムズの記事で、批評家アラステア・マコーレイは、フォンテインとヌレエフの舞台について「人生の中で、私がバレエにのめり込むきっかけとなった瞬間があるとすれば、それはあの時だ」と述べている。また、マコーレイは、シーモアが演じた反抗的なジュリエットのことも称賛している。
『ロメオとジュリエット』は、現在、ロイヤル・バレエ団の定番レパートリーの一つとなっている。マクミランは、本作をスウェーデン王立バレエ団、アメリカン・バレエ・シアター、バーミンガム・ロイヤル・バレエ団などの世界中のバレエ団にも振り付けた。バーミンガム・ロイヤル・バレエ版では、舞台装置と衣装を新たにポール・アンドリュースが手掛けている。

## 映像化
1966年、本作品の映像版が劇場公開された。フォンティンとヌレエフをはじめとする初演時のオールスター・キャストが出演し、批評家からは称賛の声もあったものの、興行的には失敗であった。その後も本作は繰り返し映像化されており、2012年にロス・マクギボン監督、ローレン・カスバートソンとフェデリコ・ボネッリ主演の映像が制作されている。2019年にはマイケル・ナン監督、フランチェスカ・ヘイワード、ウィリアム・ブレイスウェル主演で映画化されている。